# Wa Da Da
«Wa Da Da» (estilizada en mayúsculas como WA DA DA) es una canción grabada por el grupo surcoreano Kep1er, de su extended play (EP) debut First Impact. Fue publicada como sencillo principal el 3 de enero de 2022, por Wake One Entertainment.

## Antecedentes y lanzamiento
Kep1er tuvo como fecha programada de debut el 14 de diciembre de 2021 con su primer EP First Impact, con pedidos anticipados a partir del 29 de noviembre. Sin embargo, se anunció que el debut previsto del grupo se retrasó al 3 de enero de 2022, debido a que uno de sus miembros del staff había dado positivo a la COVID-19. El 14 de diciembre, se reveló que las miembros del grupo Mashiro y Xiaoting dieron positivo a las pruebas de la COVID-19. El 26 de diciembre, la agencia de Kep1er anunció que Xiaoting y Mashiro se recuperaron de la COVID-19.
El 3 de enero de 2022, la canción fue lanzada junto con su respectivo videoclip.

## Rendimiento comercial
«Wa Da Da» debutó en el puesto 130 en la Gaon Digital Chart de Corea del Sur durante la fecha del 9 al 15 de enero de 2022. La canción también debutó en el puesto 21 de Gaon Download Chart durante la fecha del 2 al 8 de enero de 2022. En Japón la canción debutó en el puesto 20 en los Billboard Japan Japan Hot 100 en la publicación del 12 de enero de 2022 y subió al puesto 16 el 19 de enero de 2022. La canción también debutó en el número 21 en Oricon Combined Singles en la publicación de 17 de enero de 2022. En Nueva Zelanda, la canción debutó en el puesto 24 del RMNZ Hot Singles en la edición de 10 de enero de 2022. En Singapur, la canción debutó en la posición 11 del RIAS Top Streaming Chart durante la fecha del 7–13 de enero de 2022. La canción también debutó en el puesto 11 de RIAS Top Regional Chart en la edición del 31 de diciembre de 2021 al 6 de enero de 2022 y subió al puesto 3 durante la fecha del 7 al 13 de enero de 2022. En Vietnam, la canción debutó en la posición 73 del  Billboard Vietnam Vietnam Hot 100 en la edición del 20 de enero de 2022. En los Estados Unidos, debutó en el puesto 13 on the Billboard World Digital Song Sales en la edición del 15 de enero de 2022. A nivel mundial debutó en el puesto 117 en Billboard Global 200  2022. También debutó en el uesto 171 en los Billboard Global Excl. U.S. durante el 15 de enero de 2022, ascendiendo al puesto 60 en la fecha de 22 de enero de 2022.

## Posicionamiento en listas
| Listas (2022)                                       | Mejor posición |
| --------------------------------------------------- | -------------- |
| Global 200 (Billboard)                              | 77             |
| Japón (Japan Hot 100)                               | 16             |
| Japón (Oricon Combined Singles)                     | 21             |
| Nueva Zelanda Hot Singles (RMNZ)                    | 24             |
| (RIAS)                                              | 11             |
| Corea del Sur (Gaon)                                | 130            |
| Estados Unidos World Digital Song Sales (Billboard) | 13             |
| Vietnam (Vietnam Hot 100)                           | 73             |

## Reconocimientos en programas de música
| Año  | Fecha               | Programa de Música | Emisora | Ref.   |
| ---- | ------------------- | ------------------ | ------- | ------ |
| 2022 | 13 de enero de 2022 | M Countdown        | Mnet    | [ 21 ] |
| 2022 | 20 de enero de 2022 | M Countdown        | Mnet    | [ 22 ] |
| 2022 | 14 de enero de 2022 | Music Bank         | KBS2    | [ 23 ] |